# 鏡板 (圧力容器)

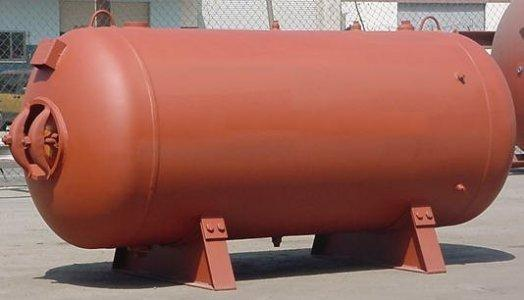
円筒状圧力容器の両端部分に鏡板が溶接されている

鏡板（かがみいた）とは、高圧ガスタンクや原子炉設備等の円筒状圧力容器の両端部をふさぐ、半円状・楕円状などの形状をしている板。

## 概要
JIS B 8247:1999 圧力容器用鏡板に規格が規定されている。名称の由来は、鏡餅の形状に似ているとも、酒樽の蓋が「かがみ」と呼ばれることに由来するといわれるもののはっきりしない。
高圧・高温に耐えるため、（円筒部共々）一般的にはステンレス鋼やチタン合金が用いられ、プレス加工による一体成形またはスピニング加工により成形される。

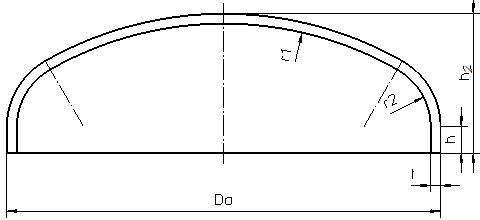
皿形鏡板の断面図

形状により下記名称のとおりに分類できる。
JISに掲載されているもの
- 平鏡板
- 皿形鏡板
- 正半だ円体形鏡板
- 近似半だ円体形鏡板

その他
- 浅さら形鏡板
- 深皿形鏡板
- 揚底鏡板
- 半球形鏡板
- 円すい体形鏡板
- 欠球
- ジャケット
- エキスパンション